# Джейсон Рогел
Джейсон Рогел (англ. Jason Rogel; народився 6 серпня 1976) — американський актор. Зіграв Себастьяна у 2 сезоні телесеріалу Будинок Рейвен. Рогел також зіграв роль Рікі, офісного пліткаря, у фільмі «Кевін з роботи» та Ларрі в різдвяному мюзиклі «The Mistle-Tones». Також зіграв роль Моргана Мейк'ю у фільмі «Небезпека Генрі».

## Біографія
Рогел народився і виріс у Лонг-Біч, Каліфорнія. Він має філіппінське коріння.
Рогел здобув ступінь бакалавра театрального мистецтва в Університеті штату Каліфорнія в Лонг-Біч, а також вивчав акторську майстерність в Австралійському Національному інституті драматичного мистецтва.
У 2009 році Рогел з'явився разом з Томасом Міддлдітчем, Рейчел Тейлор, Лі Томпсон і Крістофером Макдональдом в інді-романтичній комедії «Сплінтерхеди». Відтоді він з'являвся в різних рекламних роликах, вебсеріалах і телевізійних шоу, зокрема таких як «Офіс», «Спільнота», «Декстер», «Кістки», «Монк» і «Як я зустрів вашу маму». Він зіграв Мартіна в оригінальному фільмі SyFy 2011 року «Болотяна акула», де також знімалися Крісті Свенсон, Д. Б. Суїні, Роберт Даві та легенда бейсболу Вейд Боггс. Він також зіграв повторювальну роль аспіранта Лео в серіалі Штат Джорджія, де в головних ролях знялися Рейвен-Симоне, Махандра Дельфіно та Лоретта Девайн.
У 2012 році він знявся разом із Тією Моурі та Торі Спеллінг у першому оригінальному святковому мюзиклі ABC Family «The Mistle-Tones», прем'єра якого відбулася в рамках їхнього заходу «25 днів Різдва». Рогел також зіграв оператора Маркуса в серіалі MTV «Зак Стоун стане відомим» з коміком Бо Бернемом у головній ролі.
Окрім кіно та телебачення, Рогел знімався в численних театральних постановках, працюючи з такими компаніями, як East West Players, LoudRMouth і The Garage Theatre Company. Він також гастролював зі своїм міні-мюзиклом «M.Saigon», пародією на бродвейський хіт «Міс Сайгон».
У 2014 році Рогел з'явився в рекламі Old Navy разом з Деброю Вілсон, Емі Полер і Дешею Поланко. Він був актором комедійного скетч-шоу Fil-Am PUN PLIP PRIDAYS, яке транслювалося на LA18 Kababayan Today. У 2015 році він з'явився разом із Реджиною Голл, Ів та Джилл Скотт у фільмі With This Ring, сценаристом і режисером якого став Нзінга Стюарт.

## Фільмографія
| Рік  | Фільм                                                               | Роль                        | Примітки   |
| ---- | ------------------------------------------------------------------- | --------------------------- | ---------- |
| 2007 | Кошик-брязкальце / Rattle Basket                                    | Вірджил                     |            |
| 2008 | Джиммі Кіммел наживо! // Jimmy Kimmel Live!                         | танцюрист хіп-хопу Сліммонс |            |
| 2008 | «Зомбі з'їли мою зустріч на випускному // Zombies Ate My Prom Date» | Чабсі                       |            |
| 2008 | Програма Сари Сільверман // The Sarah Silverman Program             | монгольський гей № 2        |            |
| 2008 | «Коричневий суп» // Brown Soup Thing                                | кузен Джейсон               |            |
| 2009 | Як я зустрів вашу маму // How I Met Your Mother                     | клерк                       |            |
| 2009 | Офіс // The Office                                                  | Ерік                        |            |
| 2009 | Кістки // Bones                                                     | Бродерік Маллінз            |            |
| 2009 | Монк // Monk                                                        | супутниковий ентузіаст      |            |
| 2009 | Дивовижна місіс Новак // The Amazing Mrs. Novak                     | запасник Вінсент            |            |
| 2009 | Донна на вимогу // Donna on Demand                                  | ботанік                     |            |
| 2009 | Декстер // Dexter                                                   | Ленгсбері                   |            |
| 2009 | Відчайдушні голови // Splinterheads                                 | Вейн Чанг                   |            |
| 2009 | Спільнота // Community                                              | Ропаті Енекі                |            |
| 2010 | Романтичний виклик // Romantically Challenged                       | Реєстратор                  |            |
| 2011 | Болотна акула // Swamp Shark                                        | Мартін                      |            |
| 2011 | Надвоїни // Supah Ninjas                                            | Баррі                       |            |
| 2011 | Штат Джорджія // State of Georgia                                   | Лео                         | 5 епізодів |
| 2011 | Man Up                                                              | Генрі Трунка                | 2 епізоди  |
| 2012 | Втрачений Анджелес // Lost Angeles                                  | Бариста                     |            |
| 2012 | Гуллівер Квінн // Gulliver Quinn                                    | пан Мартінсон               |            |
| 2012 | Оселя брехні // House of Lies                                       | менеджер                    |            |
| 2012 | Щаслива долина // Happy Valley                                      | Кіко                        |            |
| 2012 | The Mistle-Tones                                                    | Ларрі                       |            |
| 2013 | Зак Стоун стане відомим // Zach Stone Is Gonna Be Famous            | Маркус                      | 8 серій    |
| 2014 | Mr. Maple Leaf                                                      | Власник Мутта               |            |
| 2014 | Miss Guidance                                                       | пан Стерн/Ма                | 2 епізоди  |
| 2014 | Зої Гарт із південного штату // Hart of Dixie                       | Волтер Валлен               |            |
| 2015 | Звабливі та вільні // Cougar Town                                   | Змінити клієнта             |            |
| 2015 | З цією каблучкою // With This Ring                                  | Мікіко                      |            |
| 2015 | Кевін з роботи // Kevin From Work                                   | Рікі                        | 10 серій   |
| 2015 | Життя по шматочках // Life in Pieces                                | Гонус                       |            |
| 2016 | Кості // Dice                                                       | продавець                   |            |
| 2016 | Та що розбиває серця // Heartbeat                                   | танцюрист                   |            |
| 2016 | Самозванець // Impastor                                             | Шон                         | 2 епізоди  |
| 2017 | Кохання до 10-го побачення // Love By The 10th Date                 | Порше                       |            |
| 2017 | Алея слави // Walk of Fame                                          | Бариста                     |            |
| 2017 | Усі обміни остаточні // All Exchanges Final                         | клерк                       |            |
| 2017 | Келоїд // Keloid                                                    | Денніс                      |            |
| 2017 | Леді Динаміт // Lady Dynamite                                       | Родель                      | 2 сезон    |
| 2017 | Це — ми // This Is Us                                               | Карл                        |            |
| 2018 | Детектив Бош // Bosch                                               | детектив Джеремі Фікс       | 4 епізоди  |
| 2018 | Хол // Khol                                                         | Тімоті                      |            |
| 2018 | Небезпечний Генрі // Henry Danger                                   | Морган Мейкью               |            |
| 2018 | Повернення додому // Homecoming                                     | медсестра Корі              | 3 епізоди  |
| 2018 | Будинок Рейвен // Raven's Home                                      | Себастьян                   | 4 епізоди  |
| 2018 | З дітьми все добре // The Kids Are Alright                          | листоноша                   | 1 епізод   |
| 2019 | Рубіж світу // Rim of the World                                     | митник                      |            |
| 2019 | Висока дівчина // Tall Girl                                         | доктор Саджер               |            |
| 2019 | Princess Rap Battle                                                 | Твідлді                     | 2 епізоди  |
| 2020 | Нянька: Королева убивць // The Babysitter: Killer Queen             | офіцер Філ                  |            |
| 2021 | Приватний детектив Магнум // Magnum P.I.                            | Мауї                        |            |
| 2022 | Викривлено! // Warped!                                              | Оуен                        |            |
| 2022 | По сусідству // The Neighborhood                                    | Алехандро                   |            |
| 2022 | NCIS: Полювання на вбивць // NCIS                                   | Лео                         |            |
| 2022 | Юний Шелдон // Young Sheldon                                        | Найджел                     | 2 епізоди  |
| 2022 | Джозеп // Josep                                                     | Вілл Лі                     | пілот      |